# Happiness (Wilfred)
«Happiness» (en español «Felicidad») es el primer episodio de la primera temporada de la serie de televisión Wilfred. Fue estrenado originalmente en los Estados Unidos por FX el 23 de junio de 2011. En el episodio Ryan Newman conoce a su nueva vecina Jenna y a su perro, Wilfred, que Ryan lo ve como un humano en un traje de perro. Ryan pierde un objeto "presiado" por Wilfred y él le exige que le ayude a recuperarlo.
Este episodio marca el comienzo de la serie en su versión estadounidense. Fue escrito por David Zuckerman y dirigido por Randall Einhorn.

## Cita del comienzo
“La cordura y la felicidad son una combinación imposible”
 Mark Twain

## Argumento
Ryan Newman (Elijah Wood), un abogado que no tiene mucho éxito, escribe varias cartas suicidas, mientras prepara un licuado al cual le añade pastillas, cuando lo toma comienza a leer la carta y ve por la ventana la ventana la llegada de su nueva vecina, Jenna (Fiona Gubelmann), la saluda y se dirige a su recámara a "esperar su muerte", mientras está acostado escucha un fuerte ruido de una motocicleta y se dirige al patio trasero de la casa donde por las rejas ve a un hombre que llega a una casa del vecindario y en la casa de su vecina Jenna, se escucha una "voz masculina" maldiciendo el ruido que provenía desde la motocicleta y ella estaba tratando de que se calmara, entonces Ryan supone que es el novio de ella, de vuelta a la cama, espera mucho tiempo por lo cual se levanta, y hace varias actividades como hacer ejercicio, crear una nueva carta suicida y limpiar, en su desesperación abre el botiquín de primeros auxilios y busca tomar otro tipo de medicamento, en ese momento, suena el Timbre eléctrico, Ryan al atender el llamado descubre que es Jenna, lo saluda y después se queja del "tipo de la motocicleta" añadiendo que vuelve muy loco a Wilfred (Jason Gann),Jenna le pregunta a Ryan, si el podría cuidar a Wilfred mientras el fumigador se encuentra en su casa y ella busca trabajo, cuando le dice esto, Ryan ve a Wilfred, pero él lo ve de una manera distinta, lo ve como un hombre en el traje de un perro lo cual deja perplejo, Jenna al no ver una respuesta de Ryan lo toma como un rechazo y se disculpa diciendo apenada que apenas se acaban de conocer y era muy pronto para hacer esos favores, pero al final Ryan accede a cuidar a Wilfred, Jenna se emociona y le agradece, le habla a Wilfred para que se meta en la casa y se marcha a trabajar. Sin decir una sola palabra Wilfred se mete y se sienta en la sala, Ryan toma otro asiento y lo mira detenidamente, cuando finalmente habla pide algunos Dvd's, de repente, Ryan recibe una llamada de su hermana Kristen (Dorian Brown), quién llama a Ryan para saber como se siente a solo momentos de que comience en su nuevo trabajo (el cual fue conseguido gracias a ella), Ryan expresa su sentimiento acerca del nuevo trabajo, al decir que no se siente "feliz", Kristen le contesta que ni ella ni su papá son felices en sus trabajos y le da ánimos, Wilfred entonces saca un instrumento para drogarse, luego le ofrece a Ryan, el cual no acepta porque él tendrá que trabajar, a lo que Wilfred afirma que no hará, asimilando eso acepta y toma un poco después de tener una platica con Wilfred, se duerme.
Ryan es despertado por su teléfono celular cuando recibe una llamada de Kristen, quién está furiosa con él por no presentarse en su primer día de trabajo y él se disculpa, luego Ryan va por leche al refrigerador, y ve por la ventana a un perro afuera (quién está en su forma canina), se ríe pero momentos después llega Wilfred. quién le pide salir al patio trasero donde cavo muchos agujeros pensando que Jenna había muerto debido a que pasó mucho tiempo sin verla, pero Ryan lo convence de que volverá, luego le pregunta a Ryan si él no está cansado de hacer lo que los demás digan, entonces le pide que deje de jugar con los demás y comience a jugar con él, en eso le muestra una pelota de tenis, poco después van a un paseo por el vecindario y Ryan le pide que le cuente acerca de Jenna, a lo cual Wilfred responde que jamás sería de su tipo, mientras regresaban a casa, se encontraron con el vecino molesto de la motocicleta por las calles, Wilfred se enoja y comienza a perseguirlo, y Ryan va tras el, los 3 llegan a la casa del vecino de la motocicleta (Ethan Suplee), donde él, furioso reclama a Ryan por no tenerlo con una correa, Ryan se disculpa y evita que comience a pelear con él, por lo que comienza una discusión entre Ryan y Wilfred, entonces Wilfred saca la pelota de Tenis y le insiste que la lance, Ryan se niega a hacerlo, Wilfred comienza a subir el tono de su voz y le grita, Ryan molesto golpea la pelota y accidentalmente cae en casa del "tipo de la motocicleta", en ese momento llega Jenna la cual le anuncia a Ryan que consiguió trabajo en el noticiario del canal 13, Jenna invita a pasar a Ryan a su casa pero él no acepta, debido a eso Jenna le pide a Wilfred que se despida de él, él le se acerca y le susurra que quiere esa pelota y que no acepta otra, Ryan asustado se va corriendo a su casa.
Más tarde Ryan recuerda todo lo que le dijo Wilfred, mientras conversaba con Kristen, quien se quiere retirar debido a que él no le pone suficiente atención. Entonces Ryan le confesa que abusó de las píldoras que ella le dio para calmar sus nervios. Kristen responde que es muy peligroso abusar de ellas, comenta también sus efectos colaterales los cuales incluyen Paranoia, alucinación, depresión y cosas peores. Ryan suspira al escuchar que la alucinación es un efecto secundario y deduce que todo lo que pasó con Wilfred fue simplemente imaginario, pero Kristen le dice que en realidad fueron píldoras de azúcar, mientras su hermana continua hablando con él, se distrae viendo la silueta de Wilfred por la ventana, le pide un momento a su hermana y se dirige al patio donde Wilfred reitera querer de vuelta la pelota y le cuenta la historia de cómo él consiguió la pelota y el por qué le tiene tanto aprecio. Por eso hacen una promesa, Ryan promete ayudarlo a conseguir la pelota mientras que Wilfred promete alejarse de él. Ya estando en el patio de la casa donde se encontraba la pelota, Ryan toma la pelota pero Wilfred rompe una de las ventanas para poder ingresar, olfateando una planta de Marihuana, después defeca sobre una de las botas y convence a Ryan de hacer lo mismo en la otra bota, al salir de la casa ven que el dueño se aproxima a su casa y se esconden luego de burlan de los gritos que él hace por lo que le hicieron, Wilfred le dice que puede sentir esa adrenalina si solo sigue su "instinto" y le pide por última vez que la lance, después de lanzarla , Ryan le pregunta si no iría por ella a lo que responde que tiene muchas pelotas más. En eso, Kristen llega con el teléfono teniendo una llamada del Dr. Ramos, y ella dice que le ruegue por darle el trabajo, pero él solo bromea con el Dr. quién "corta" la llamada, Kristen vuelve a reclamar y regañar a Ryan, quién dice no importarle el trabajo, Kristen decide no ayudarlo más y deja a Ryan y Wilfred comenzando una amistad.
El episodio finaliza con Wilfred dejando la cartera con identificaciones de Ryan en la casa de Spencer.

## Recepción

### Recepción crítica
Todd VanDerWerff  de The A.V Club calificó al episodio con una "B" diciendo: " Wilfred  es raro. En ocasiones es raramente gracioso. Y en ocasiones es raramente aislado. Pero nunca será otra cosa más que raro. Quizá usted sepa que Wilfred se centra en un tipo que comienza a interactuar con otro tipo en disfraz de un perro. Ahí hay una noción bastante rara para construir un programa de televisión.  [...] Al mismo tiempo, el reparto es sólido como una roca y el guion es diferente de cualquier otra cosa vista en la televisión, por eso vale la pena ver Wilfred.
Eric Goldman de IGN escribió: "Hay series de televisión que aspiran a ser grandes, convencionales y también está Wilfred. Cuando se centra en la trama de un hombre que mira a un perro como un hombre dentro de un disfraz y que él le habla, usted no está mirando a la audiencia de CSI, y Wilfred es bastante agresivo, fuera de lo común. Dirigido directamente a un público cuyo gusto se inclina hacia lo más inusual.[...] Yo no estoy totalmente convencido de Wilfred,  pero siento que el piloto es bastante decente que vale la pena un vistazo, para cualquiera que están intrigados (más que desconcertado) por el concepto.
Sam Morgan de Hollywood.com dijo: "Wilfred es un espectáculo muy raro. Su premisa es una píldora muy difícil de tragar, pero eso es intencional. Si usted puede pasar fácilmente la píldora y mantenerla abajo, encontrará un espectáculo agradable.

### Audiencia
El sitio de internet Tvbynumber publicó que el episodio fue visto por 2.55 millones de espectadores,  teniendo 1.2 en el grupo demográfico 18-49 en su estreno original en Estados Unidos por FX, convirtiéndolo en el episodio más visto de la serie (hasta el momento).